# Horsfield-Kurznasenflughund
Der Horsfield-Kurznasenflughund (Cynopterus horsfieldii) ist ein Kurznasenflughund der Gattung Cynopterus, der in Südostasien verbreitet ist.
Die Art ist nach Thomas Horsfield benannt, welcher den Holotypus im Namen der Niederländischen Ostindien-Kompanie dem British Museum übergab.

## Merkmale
Der Horsfield-Kurznasenflughund ist ein mittelgroßer Flughund mit großen Augen und Ohren ohne Tragus. Das Fell ist dicht und kurz. Ausgewachsene Tiere haben eine gelb-gräuliche oder braune Fellfarbe, während das Fell von Jungtiere stumpf gelbbraun oder grau ist. Brütende Tiere weisen einen rötlichen oder orangen Kragen auf. Bei Männchen ist das Fell an Schultern und an der Kehle oft farbreicher als bei Weibchen, wobei der Kragen während der Paarungszeit den ganzen Bauch bedecken kann. Weibchen sind mit einem Gewicht von durchschnittlich 59,7 g deutlich größer als die Männchen mit 56,7 g (sexueller Dimorphismus).
Der Horsfield-Kurznasenflughund hat relativ kurze und breite Flügel, was ihn dazu befähigt vergleichsweise langsam zu fliegen. Jedoch dürfte diese Art kaum lange Distanzen fliegen.

## Verbreitung und Lebensraum

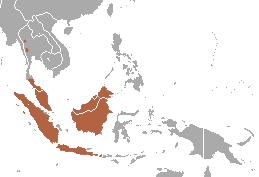
Verbreitungsgebiet des Horsfield-Kurznasenflughund

Der Horsfield-Kurznasenflughund kommt in Malaysia, Brunei und Indonesien, sowie lokal in Thailand vor. Ihr Bestand wird von der IUCN dank der weiten Verbreitung als ungefährdet eingestuft.

## Lebensweise
Der Horsfield-Kurznasenflughund kommt in einer Vielzahl von Lebensräumen vor, sowohl in Primärwald als auch in Parks und offenen Landschaften. Er ist relativ häufig, jedoch etwas seltener anzutreffen als seine Schwesterarten, dem Indischen Kurznasenflughund (C. sphinx) und dem Gemeinen Kurznasenflughund (Cynopterus brachyotis).
Der Horsfield-Kurznasenflughund ernährt sich hauptsächlich von Früchten, frisst jedoch während der Trockenzeit, zu der Früchte weniger verfügbar sind auch Pollen verschiedener Pflanzenarten. Früchte werden meistens weggetragen und in einem benachbarten Baum gefressen, was diese Art zu einem wichtigen Samenverbreiter macht. Zudem wurde gezeigt, dass Feigensamen, welche von den Tieren mit dem Kot ausgeschieden werden, doppelt so gut treiben wie Samen, welche vorher nicht durch den Verdauungstrakt von Flughunden gegangen sind.
Der Horsfield-Kurznasenflughund bewohnt in kleinen Gruppen modifizierte Palm- und Bananenblätter, Felsspalten und Höhlen. Unter anderem werden dabei Bananenblätter entlang der Mittelrippe so angenagt, dass sich ein V-förmiges Zelt bildet. Die Gruppen bestehen meistens aus einem Männchen und bis zu 5 Weibchen sowie ihren Jungtieren. Weibchen haben mehrere Reproduktionszyklen pro Jahr. Die Reproduktion ist nicht synchronisiert, weswegen man trächtige Weibchen durch das ganze Jahr hindurch finden kann. Jedoch sind die meisten Weibchen im Februar und März sowie im Juli und August trächtig.